# Projet de bases pour le statut du Pays valencien
Pour les articles homonymes, voir Statut d'autonomie valencien.
Le projet de bases pour le statut du Pays valencien (titre original en castillan : Proyecto de Bases para el Estatuto del País Valenciano), parfois appelé avant-projet anarchiste, est un projet de statut d'autonomie pour le Pays valencien ainsi que d'autres zones limitrophes, publié en 1936 à l'initiative de l'organisation anarcho-syndicaliste CNT.

## Présentation
Dès l'éclatement de la guerre guerre civile espagnole, la CNT-FAI se prononce en faveur de l'approbation d'une autonomie régionale afin de limiter les ingérences du gouvernement central dans les avancées obtenues par les mouvements révolutionnaires antérieurs.
Le texte est publié le 23 décembre 1936, quelques semaines après le début de la guerre civile. Écrit en castillan, il se compose de 12 « bases » structurées en différents paragraphes (intitulés A, B, C, etc.), tenant sur 8 pages dans sa présentation initiale.
Initiative de l'organisation anarcho-syndicaliste CNT, le texte est écrit dans un esprit différents des projets antérieurs, notamment l'avant-projet de statut d'autonomie de la Région valencienne de 1931.
Il introduit l'appellation de « Pays valencien » pour la région, illustrant l'essor de cette appellation durant la Seconde République.
Le point A de la base 1 indique que « le Pays valencien se constitue en région autonome dans l'État espagnol », et définit son territoire comme réunissant les provinces de Valence, d'Alicante, de Castellón de la Plana, de Murcie et d'Albacete. Néanmoins, il semble qu'avec l'avancée des négociations, la CNT révise sa position initiale et limite le territoire d'application du statut aux trois provinces valenciennes historiques et actuelles.
La base 2 établit une « Assemblée régionale des délégués » (Pleno Regional de Delegados) désignés par les organisations syndicales, un président et un « Conseil exécutif régional » (Consejo Executivo Regional), sans séparation des pouvoirs.
La base 8 octroie à chaque résident de la région le droit à l'assistante médicale et pharmaceutique gratuite.
La question des langues est traitée dans le point B de la base 1 et établit deux langues officielles à parité, le valencien et le castillan, le dernier étant néanmoins réservé à la communication avec l'État central et les autres régions. L'enseignement supérieur pourra être dispensé « indistinctement » dans les deux langues, néanmoins l'enseignement « élémentaire, primaire et secondaire » sera fait uniquement en castillan. Le même établit que « la culture, dans tous ses aspects et degrés, sera créée, dirigée et administrée par les organes privatifs du Pays valencien ».
L'installation du gouvernement de la République à Valence en novembre 1936 et les difficultés liées au conflit militaire signifient la marginalisation de la CNT et le projet d'autonomie n'aboutit pas.